# Traité de Lircay
Le traité de Lircay a été signé le 3 mai 1814 sur les rives du rio Lircay près de la ville de Talca au Chili. Il s'agit d'une trêve établie entre les forces royalistes du général Gabino Gaínza qui occupe la municipalité de Conception et les représentants du gouvernement chilien Bernardo O'Higgins et Juan Mackenna.

## Contenu
Les deux forces en conflit sont épuisées par une campagne acharnée débutée en janvier 1813 dans le cadre de la guerre d'indépendance du Chili.
Par cet accord, les patriotes réaffirment leur loyauté à Ferdinand VII et s'engagent à aider la monarchie espagnole dans la mesure du possible. Le préambule du document condamne (sans les nommer) les  frères Carrera tenus pour responsables de la ruine du royaume du Chili.
Les royalistes reconnaissent le gouvernement provisoire du Chili et s'engagent à respecter la rivière Maule comme frontière provisoire et à ne pas entrer dans la ville de Talca.
Le vice-roi du Pérou José Fernando de Abascal refusa de ratifier le traité. Gaínza sera jugé à Lima pour avoir outrepassé ses pouvoirs. Abascal enverra une nouvelle expédition sous les ordres de Mariano Osorio.
Du côté des patriotes, le traité n'aura aucune suite du fait de la chute de Francisco de la Lastra le 23 juillet et de son remplacement par José Miguel Carrera comme Directeur suprême.

## Source
- (es) Cet article est partiellement ou en totalité issu de l’article de Wikipédia en espagnol intitulé « Tratado de Lircay » (voir la liste des auteurs).